# Afromysis guinensis
Afromysis guinensis is een aasgarnalensoort uit de familie van de Mysidae. De wetenschappelijke naam van de soort is voor het eerst geldig gepubliceerd in 1968 door Bacescu.